# Матвеева, Юлия Владимировна
Юлия Владимировна Матвеева (род. 8 мая 1968, Актюбинск) — советский и российский филолог, литературовед, специалист по литературе русского зарубежья. Доктор филологических наук, профессор кафедры русской и зарубежной литературы Уральского гуманитарного института Уральского федерального университета им. Б. Н. Ельцина.

## Биография
Родилась 8 мая 1968 года в Актюбинске. В 1990 г. с отличием окончила филологический факультет Уральского государственного университета им. А. М. Горького. Работала учителем русского языка и литературы в Специализированном учебно-научном центре Уральского государственного университета. С 1991 г. преподает на филологическом факультете Уральского государственного университета.
В 1997 г. защитила кандидатскую диссертацию «Художественное мышление Гайто Газданова», ставшую в России первым опытом системного научного изучения литературно-художественного наследия писателя. За популяризацию творчества Г. Газданова награждена в 2022 г. Почетной грамотой Республики Северная Осетия-Алания. В 2009 г. защитила докторскую диссертацию на тему «Самосознание поколения в творчестве писателей-младоэмигрантов», которая была посвящена литературному феномену младшего поколения первой русской эмиграции XX века.
На филологическом факультете Уральского федерального университета преподает с 1991 г., читает общие и специальные курсы по история русской литературы XX века, русской литературе зарубежья, введению в литературоведение, по творчеству Владимира Набокова и его поколения, по автодокументальной прозе русского зарубежья, современной русской литературе.

## Научная деятельность
Автор исследований в области русской литературы XX века, литературы русского зарубежья, современного литературного процесса. Специалист по творчеству Гайто Газданова и русских писателей-младоэмигрантов. Проводит большую архивную работу. Организатор и модератор ряда конференций по русской литературе XX века, социологии литературы. Член редколлегии научных журналов «Известия Уральского федерального университета. Серия 2. Гуманитарные науки», «Известия Уральского федерального университета. Серия 1. Проблемы образования, науки и культуры». Член диссертационных советов УрФУ по русской литературе и теории литературы.

## Основные труды
- «Превращение в любимое»: Художественное мышление Гайто Газданова. — Екатеринбург: Изд-во Урал.ун-та, 2001. — 100 с.
- Самосознание поколения в творчестве писателей-младоэмигрантов. — Екатеринбург: Изд-во Урал.ун-та, 2008. — 196 с.
- Русская литература зарубежья: три волны эмиграции XX века: учеб.-метод. пособие. — Екатеринбург: Изд-во Урал.ун-та, 2017. — 92 с.
- Франция — Россия: Проблемы культурных диффузий: Сб. научных статей и сообщений / Сост. Е. В. Борщ, Ю. В. Матвеева (отв. редактор). — Екатеринбург: Изд-во Урал.ун-та, 2007. — 120 с.
- Человек советский: за и против = Homo soveticus: pro et contra: монография / Под общ. ред. Ю. В. Матвеевой, Ю. А. Русиной. — Екатеринбург: Изд-во Урал.ун-та, 2021. — 412 с.
- Феномен поколений в русской и венгерской литературной практике ХХ-ХХI веков: монография / Под общ. ред. Ю. В. Матвеевой, Д. В. Спиридонова. — Екатеринбург: Изд-во Урал.ун-та; Санкт-Петербург: Алетейя, 2022. — 444 с.